# 达沃尔·佩契诺维奇
达沃尔·佩契诺维奇（1971年3月28日—），克罗地亚男子篮球运动员。他曾代表克罗地亚国家队参加1994年国际篮联世界锦标赛，获得一枚铜牌。他也曾参加1995年国际篮联欧洲锦标赛。